# Pierre Darriulat

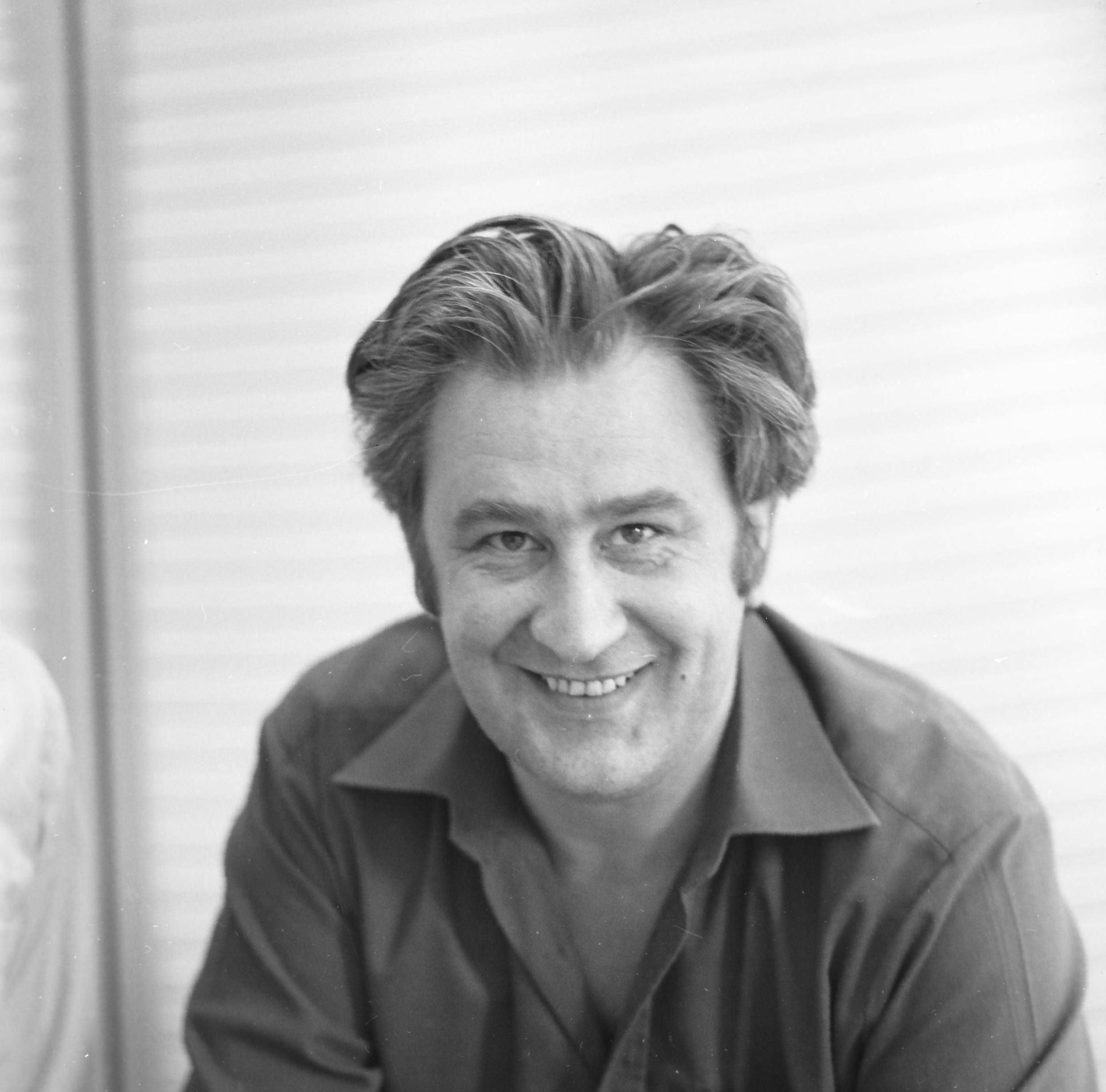
Pierre Darriulat

Pierre Jean André Darriulat (* 1938) ist ein französischer experimenteller Teilchenphysiker.

## Leben
Pierre Jean Darriulat studierte an der École polytechnique und wurde 1965 an der Universität Paris promoviert. 1960 bis 1966 arbeitete er für die CEA an Streuexperimenten mit polarisierten Nukleonen. 1962 bis 1964 war er am Lawrence Berkeley National Laboratory und danach am CERN in der Gruppe von Carlo Rubbia und wurde ein Experte für Proton-Proton-Streuexperimente an den Intersecting Storage Rings (ISR). Darriulat blieb den Rest seiner Karriere bis zur Pensionierung am CERN.
Er war von 1978 bis 1985 Sprecher des UA2 Experiments am SPS der CERN, eines der beiden Experimente am SPS (das andere war das UA1), mit dem W- und Z-Boson nachgewiesen wurden und an dem außerdem Jet-Ereignisse mit Quarks und Gluonen untersucht wurden. Er war wesentlich an der Entwicklung des Detektors beteiligt. Von 1987 bis 1994 war Darriulat Forschungsdirektor des CERN. Außerdem war er am Aufbau und der Entwicklung des LEP Colliders beteiligt.
Nachdem er das CERN verlassen hatte, wandte er sich der Festkörperphysik zu und arbeitete auf dem Gebiet der Supraleitung in dünnen Niob-Filmen.
Ab dem Jahr 2000 befasste sich Darriulat mit Astrophysik und baute in Zusammenarbeit mit dem Pierre-Auger-Observatorium das Vietnam Astrophysics Training Laboratory (VATLY, heute: Department of Astrophysics (DAP) des Vietnam National Space Center) in Hanoi zur Erforschung der hochenergetischer kosmischen Strahlung mit auf.
Darriulat lebt seit 2000 in Hanoi und unterrichtet an verschiedenen dortigen Universitäten (University of Education, Hanoi University of Sciences, University of Science and Technology) und an der Vietnamesischen Nationaluniversität Hanoi.

## Preise und Ehrungen (Auswahl)
- 1973 Prix Joliot Curie[1]
- 1986 Grand Prix de l’Académie des Sciences[1]
- 1986 korrespondierendes Mitglied der Académie des Sciences.[7]
- 1986 Loeb Lecturer
- 1987 Prix du Commissariat à l'Energie atomique[1]
- 1997 Ritter der Ehrenlegion[1]
- 2008 Prix André Lagarrigue deer Französischen Physikalischen Gesellschaft[8]
- 2014 Freundschaftsmedaille des Ministerpräsidenten von Vietnam[1]
- 2016 Phan Chau Trinh-Preis für Bildung und Kultur[1]

## Schriften
- Réflexions sur la science contemporaine. EDP Sciences, 2007, ISBN 978-2-86883-964-0 (französisch).
- Looking at science and education in my second homeland. The Gioi, 2016 (englisch, vietnamesisch).